# Banksy
Banksy, angleški grafitar, politični aktivist in filmski režiser, * (verjetno) 1974, Bristol, Anglija, Združeno kraljestvo. Ugibajo se tudi, da je švicarski umetnik Maître de Casson morda Banksy. Maître de Casson na svoji spletni strani to zanika.
Banksyjeva prava identiteta je neznana. Njegovo delo združuje satirično ulično umetnost in subverzivne epigrame v povezavi s črnim humorjem in grafitiranje z značilno uporabo šablon. Vključuje politične in družbeno-kritične grafite, narisane na ulicah, zidovih in mostovih po celem svetu. Izšel je iz ulične scene Bristola, ki je združevala umetnike in glasbenike. Njegov slog spominja na pariškega uličnega umetnika Blek le Rata, ki je začel leta 1981. Banksy sam pravi, da ga je navdihnil grafitar »3D«, kasneje ustanovni član angleške glasbene skupine Massive Attack.
Banksy svoja dela nariše na javno vidne površine, kot so zidovi ali namensko zgrajene skulpture. Ne prodaja fotografij ali reprodukcij svojih grafitov, toda na umetniških dražbah so prodali njegova dela kar na licu mesta, zmagovalec dražbe pa je moral sam poskrbeti za prestavitev dela. Banksyjev prvi film Izhod skozi trgovino s spominki velja za prvi film katastrofe o ulični umetnosti. Prvič je bil predvajan leta 2010 na Filmskem festivalu Sundance. 2. marca 2010 je bil prvič predvajan v Združenem kraljestvu. Januarja 2011 je bil film nominiran za oskarja za najboljši dokumentarni film. Leta 2014 je Banksy prejel nagrado Webby.

## Življenje in identiteta
Banksyjevo ime in identiteta obstajata nepotrjena in predmet špekulacij. V intervjuju iz leta 2003 s Simonom Hattenstonom za The Guardian je Banksy opisan kot »belopolt, 28-letni, jeans, majica, srebrni zob, srebrna verižica in srebrni uhan«. Umetnik je bil od 14 leta, izljučili so ga iz šole in je bil v zaporu zaradi manjših prekrškov. Hattenston pravi, da je za njega »anonimnost ključnega pomena, ker so grafiti nezakoniti«. Deset let je Banksy živel v Eastonu v Bristol, nato pa se je leta 2000 preselil v London.
Banksy naj bi bil Robin Gunninham, rojen 28, julija 1973 v Yateju, 19 km od Bristola. Nekateri Gunninghamovi sodelavci in bivši sošolci so podprli to govorico in leta 2016 je študij ugotovil, da je pojavnost Banskyjevih del povezana z znanimi gibanji Gunninghama. Obstajajo še druge alternativne špekulacije o njegovi identiteti.

## Delo
Banksy je začel kot prostorični grafitar v letih 1990–1994. Navdihnili so ga lokalni umetniki. V tem času je srečal fotografa Steva Lazaridesa, ki je začel prodajati Banksyjeva dela in je pozneje postal njegov agent. Banksyjev prvi stenski grafit je The Mild Mild West iz leta 1997, ki ga je ustvaril, da bi pokril stroške oglaševanje urada nekdanjih odvetnikov v Bristolu.
Banksyjeve šablone imajo izrazite in humorne podobe, ki so včasih kombinirane s slogani. Sporočila so po navadi usmerjena proti vojni, kapitalzmu ali inštitucijam. Banksyjevo delo večinoma obravna različne politične in socialne tematike, kot so nasprotovanje potrošništvu, fašizmu ter imperializmu, anarhizem, nihilizem in eksistencializem. V svojih delih krizitira tudi elemente človeškega stanja, kot so pohlep, revščina, hinavstvo, dolgočasje, brezupanje, nesmiselnost in odtujitev. Predmeti pogosto vključujejo podgane, opice, policiste, vojake, otroke in starejše osebe.

### Uničenje dela Balloon Girl
Oktobra 2018 je bilo eno od Banksyjevih del, Balloon Girl, prodano na dražbi v Londonu za 1,04 milijona funtov. Kmalu za tem, ko so delo prodali, se je v okvirju slike oglasil alarm in platno je šlo skozi drobilnik, skrit v okvirju, ki je delno razrezal sliko. Po prodaji je avkcijska hiša priznala, da je bilo samouničenje dela v resnici umetnikova šala. Novica se je razširila po celem svetu. Da bi pojasnil razlog za uničenje svoje slike, je Banksy navedel Picassa: "Potreba po uničevanju je tudi ustvarjalni nagon."

### Kulturna ikona
Nejasnost Banksyjeve identitete je pritegnila skupino privržencev. Razvil se je koncept »Banksyjev učinek« kot rezultat njegove umetnišnike inovacije. Ta izraz se nanaša na Banksyjevo zmožnost, da zunanjo umetnost spremeni v kulturnem dogajanju. Namenjen je bil sklicevanju temu, kako je Banksyjev način dela vodilo k povečanem zanimanju za ulične umetnosti. Ulična umetnost je bila tako vključena v kulturo in vsakdanjem življenju. Njegovo delo pa je postavilo pod vprašajem verodostojnost umetnosti in njenih ustvarjalcev, kar je spodbudilo kulturno razpravo, ki obstaja že stoletja.
Predstavnik podjetja Keep Britain Tidy, Peter Gibson, trdi, da je Banksyjevo delo preprosto vandalizem. Bansky je bil tudi dolgo tarča kritik zaradi kopiranja dela Bleka le Rata, ki je na začetku osemdesetih letih v Parizu ustvaril tehniko šablone v naravni velikosti in jo uporabil za kombinacijo političnih komentarijev in humornih podob.